# Апостолидис, Игор
Игор Апостолидис (греч. Ιγόρ Αποστολίδης; 15 сентября 1969) — греческий хоккеист и тренер. Играл на позиции нападающего. Выступал за сборную Греции по хоккею с шайбой на дивизионных турнирах чемпионата мира 2008 и 2009 годов. Во время карьеры играл в низших хоккейных лигах Австрии и Германии. В чемпионате Греции по хоккею выступал за команду «Иптамени». Двукратный чемпион Греции (2009 и 2010). С сезона 2009/10 начал тренерскую карьеру, возглавив чешскую команду «Вышков». С 2010 по 2013 год главный тренер сборной Греции. Являлся тренером юношеских команд Чехии.

## Биография
С 1997 года Игор Апостолидис играл в хоккей с шайбой в Австрии, за команду «Целль-ам-Зе» во втором дивизионе национальной лиги. В сезоне 1999/00 Апостолидис сыграл только в трёх матчах чемпионата, в котором «Целль-ам-Зе» квалифицировались в главную австрийскую лигу. Игор продолжил играть во втором дивизионе, подписав контракт с клубом «Монтафон». В новой команде грек стал лидером нападения, набрав 42 (20+22) результативных балла в 18-ти играх чемпионата. После завершения сезона Апостолидис переехал в Германию, где играл за команду «Деггендорф» в Оберлиге — третьем по классу турниру в стране. После сезона «Деггендорф» был реорганизован, из-за которой был отправлен в низший хоккейный немецкий дивизион. Апостолидис продолжил карьеру в Региональной лиге, в составе команды «Эрфурт». Два года подряд греческий хоккеист вместе с командой принимал участие в утешительном раунде соревнования. С сезона 2004/05 Апостолидис вернулся в Австрию, перейдя в команду «Шпитталь». Спустя три года, в 2007 году, Игор сыграл за сборную Греции, вновь допущенную для участия на чемпионатах мира. Его результативная игра позволила национальной команде выиграть квалификационный турнир третьего дивизиона 2008. В розыгрыше 3-го дивизиона Апостолидис сыграл только в одном матче, не отметившись результативными действиями. С 2008 года он стал играть в чемпионате Греции за «Иптамени», дважды выиграв национальную лигу. В сезоне 2008/09 Игор сыграл свой последний международный турнир, который проводился в Новой Зеландии. Спустя год он завершил игровую карьеру в возрасте 40 лет.
В сезоне 2009/10 Апостолидис стал работать главным тренером в чешской команде «Вышков», выступающей в 4-м по силе дивизионе страны. По ходу сезона он был назначен главным тренером сборной Греции, сменив на этом посту Панагиотиса Эфкарпидиса. Дебютный турнир в новой роли, который изначально должен был пройти в Афинах, но из-за финансовых проблем был перенесён в Люксембург, стал лучшим в истории греческого хоккея: сборная заняла второе место в группе A и проиграла в борьбе за выход во второй дивизион только сборной Ирландии. В 2011 году Игор не стал тренировать сборную из-за отказа Греческой федерации хоккея оплачивать игрокам национальной команды подготовку к чемпионату мира. В том турнире греческая команда проиграла все четыре сыгранные матчи, пропустив в которых 79 шайб. В сезоне 2011/12 Апостолидис вернулся руководить сборной Греции. Два турнира подряд во главе с Игором национальная команда занимала 5-е место из 6-ти участвующих сборных. После завершения турнира 2013 года сборная Греции была отстранена Международной федерации хоккея на льду (ИИХФ) от участия в соревнованиях под своей эгидой. Международная федерация ввела правило, согласно которому к участию на чемпионатах мира допускались только страны, имеющие на своей территории катки олимпийского размера. В Греции было три катка, все из которых не соответствовали стандартам ИИХФ. С 2016 по 2018 год Игор Апостолидис работал тренером в командах города Брно до 16 лет.

## Статистика
| Легенда | Легенда                    | Легенда | Легенда                   | Легенда | Легенда    |
| ------- | -------------------------- | ------- | ------------------------- | ------- | ---------- |
| И       | Количество проведённых игр | Штр     | Штрафное время            | +/−     | Плюс-минус |
| Г       | Голы                       | П       | Голевые передачи          | О       | Очки       |
| -       | Статистика неизвестна      | —       | Статистика не учитывалась |         |            |

### Международные соревнования
- По данным Eliteprospects.com и Eurohockey.com.

## Достижения как игрок
Командные
| Год        | Команда  | Достижение                                                              | Достижение |
| ---------- | -------- | ----------------------------------------------------------------------- | ---------- |
| 2008       | Греция   | Победитель квалификационного турнира третьего дивизиона чемпионата мира |            |
| 2009, 2010 | Иптамени | Чемпион Греции (2)                                                      |            |

Личные
| Год  | Команда | Достижение                                                                    | Достижение |
| ---- | ------- | ----------------------------------------------------------------------------- | ---------- |
| 2008 | Греция  | Лучший снайпер квалификационного турнира третьего дивизиона чемпионата мира   |            |
| 2008 | Греция  | Лучший ассистент квалификационного турнира третьего дивизиона чемпионата мира |            |
| 2008 | Греция  | Лучший бомбардир квалификационного турнира третьего дивизиона чемпионата мира |            |

- По данным Eliteprospects.com.